# Асанідзе Аміран Платонович
Асанідзе Аміран Платонович (*28 листопада 1943, м. Сачхере Грузія) — грузинський радянський перекладач. Член КПРС з 1972.

## Біографія
Асанідзе закінчив Тбіліський державний університет у 1965 році. У 1963-65 роках стажувався в Київському університеті, вивчав українську мову та літературу.

### Творчість
Аміран Асанідзе перекладав твори Т. Шевченка, Л. Українки, П. Тичини, М. Бажана, М. Рильського, В. Сосюри, А. Головка, О. Довженка, Д. Павличка, Б. Олійника, І. Драча, М. Вінграновського, Григора Тютюнника, Є. Гуцала та інших український літераторів. Автор статей про грузинсько-українські літературні взаємини.
У перекладі пана Асанідзе грузинською мовою книжками вийшли:
- Збірка «Замість віршів про кохання» Л. Первомайського (1967)
- Повість «Дивовижні пригоди капітана Небрехи» Ю. Ячейкіна (1974)
- Уривки з поеми І. Котляревського «Енеїда» (1983 — 86)
  - Повний переклад Енеїди Котляревського грузинською мовою вийшов посмертно у 2011 році (Іван Котляревський: Енеїда. (переклад Асанідзе Аміран Платонович Амірана Асанідзе, редактор Автандил Ґурґенідзе, Шота Ходашнелі) Тбілісі, Грузія. Видавництво ТОВ «Джеопрінт» 2011. 324 стор. ISBN 978-9941-0-3528-9)[2].